# ريويتشي ساكاموتو
ريويتشي ساكاموتو (باليابانية: 福井 健一郎)، من مواليد ناكانو بالعاصمة اليابانية طوكيو، بتاريخ 17 يناير 1952، وتوفي بتاريخ 28 مارس 2023، هو ملحن موسيقي ومنتج أغاني وممثل سينمائي ياباني مشهور.
بدأ ساكاموتو مسيرته المهنية أثناء وجوده في جامعة طوكيو للفنون في منتصف السبعينيات. جاء أول نجاح كبير له في عام 1978 كمؤسس مشارك لفرقة YMO. وواصل مسيرته المهنية الفردية، حيث أصدر ألبوم في عام 1978، وألبوم ثاني في عام 1980. واصل إنتاج المزيد من التسجيلات الفردية، والتعاون مع العديد من الفنانين العالميين مثل: ديفيد سيلفيان، ودي جي سبوكي، وكارستن نيكولاي، ويوسو ندور. ولحن ساكاموتو موسيقى لحفل افتتاح الألعاب الأولمبية الصيفية 1992 في برشلونة.
لحن موسيقى تصويرية للأفلام، وفاز ساكاموتو بجائزة الأوسكار، وجائزة البافتا ، وجائزة غرامي، وجائزتي غولدن غلوب. كان فيلم «عيد ميلاد مجيد سيد لورانس» عام 1983، أول ظهور له كممثل وملحن موسيقى تصويرية للأفلام. كان أنجح أعماله كملحن أفلام في «الإمبراطور الأخير»، والذي فاز عنه بجائزة الأوسكار لأفضل موسيقى تصويرية، مما جعله أول ملحن ياباني يفوز بجائزة الأوسكار. واصل كسب الجوائز عن تأليفه الموسيقى لأفلام مثل «السماء الواقية» عام 1990، و«بوذا الصغير» عام 1993، و«العائد» عام 2015. وعمل ساكاموتو أيضًا كملحن وكاتب سيناريو للأنمي وألعاب الفيديو. حصل على وسام الفنون والآداب الفرنسي في عام 2009 لمساهماته في الموسيقى. توفي ساكاموتو في 28 مارس 2023 بسبب سرطان القولون والمستقيم عن عمر يناهز 71 عامًا.

## وصلات خارجية
- ريوجي ساكاموتو على موقع IMDb (الإنجليزية)
- ريوجي ساكاموتو على موقع ميتاكريتيك (الإنجليزية)
- ريوجي ساكاموتو على موقع روتن توميتوز (الإنجليزية)
- ريوجي ساكاموتو على موقع ألو سيني (الفرنسية)
- ريوجي ساكاموتو على موقع ميوزك برينز (الإنجليزية)
- ريوجي ساكاموتو على موقع أول موفي (الإنجليزية)
- ريوجي ساكاموتو على موقع قاعدة بيانات الأفلام السويدية (السويدية)
- ريوجي ساكاموتو على موقع إن إن دي بي (الإنجليزية)
- ريوجي ساكاموتو على موقع أول ميوزيك (الإنجليزية)
- ريوجي ساكاموتو على موقع ديسكوغز (الإنجليزية)